# Дмитриева, Екатерина Евгеньевна
Екатери́на Евге́ньевна Дми́триева (род. 12 октября 1958) — российский литературовед, доктор филологических наук (2011), член-корреспондент РАН (2022). Специалист по русской литературе XIX века, истории и теории сравнительного метода и культурного трансфера, литературе и культуре европейского барокко и романтизма.

## Биография
Дочь литературоведа Е. А. Маймина. Окончила Псковский педагогический институт, работала внештатным экскурсоводом в Пушкинском государственном заповеднике (Михайловское), преподавала немецкий и французский язык на кафедре иностранных языков Псковского государственного педагогического института.
С 1983 года — аспирантка кафедры русской литературы Московского государственного педагогического института им. В. И. Ленина, в 1986 году защитила кандидатскую диссертацию «Эпистолярный жанр в творчестве А. С. Пушкина». В 1986—1989 годах — ассистент кафедры русской литературы МГПИ, с 1989 года — сотрудник, с 2016 года — ведущий научный сотрудник, заведующая Отделом русской классической литературы Института мировой литературы им. А. М. Горького РАН. Сотрудник группы по подготовке академического Полного собрания сочинений и писем Н. В. Гоголя. В 2011 году защитила докторскую диссертацию «Н. В. Гоголь в западноевропейском контексте: между языками и культурами».
Профессор кафедры сравнительной истории литератур РГГУ, в разные годы была приглашённым профессором университета Парижа 8 (Сен-Дени), Университета Пикардии им. Жюля Верна и Эколь Нормаль Сюперьер (Париж). Преподаватель Французского университетского колледжа в Москве. Ассоциированный сотрудник Лаборатории Экселанс «ТрансферS»: Культурный трансфер, перевод, взаимодействие, возглавляемой Мишелем Эспанем, совместно с которым Е. Е. Дмитриевой был организован ряд коллоквиумов, посвящённых проблемам культурного трансфера между Россией, Германией и Францией. Cекретарь Международного магистерского коллегиума Фрайбургского университета им. Альберта Людвига — РГГУ.
Член редколлегии журналов «Русская литература» и «Русская речь», «Временника Пушкинской комиссии», а также книжной серии «Kulturtransfer und Kulturelle Identitaet» (изд. Wilhelm Fink, Muenchen).
Лауреат премии имени Н. В. Гоголя в Италии (2015). Автор около 270 научных работ и переводов с французского языка.

## Основные работы

### Монографии
- Жизнь усадебного мифа: утраченный и обретенный рай. М.: ОГИ, 2003; 2-е изд. — 2008 (в соавт. с О. Купцовой);
- Н. В. Гоголь в западноевропейском контексте: между языками и культурами. М.: ИМЛИ РАН, 2011;
- История немецкой литературы: Новое и новейшее время. М.: РГГУ, 2014 (отв. ред. и автор более 20 глав коллективной монографии).

### Составитель и редактор
- Transferts culturels triangulaires. France-Allemagne-Russie / Katia Dmitrieva, Michel Espagne (ed.). Paris : éd. de la Maison des Sciences de l’Homme, 1996.
- Maria Pavlovna. Die fruehen Tagebuecher der Erbherzogin von Sachsen-Weimar-Eisenach. Böhlau Verlag, Koeln Weimar Wien, 2000 (в соавт. с Виолой Клейн)
- Князь Владимир Федорович Одоевский. Переписка с великой княгиней Марией Павловной, великой герцогиней Саксен-Веймар-Эйзенах. М.: ИМЛИ РАН, 2006.
- Н. В. Гоголь. Полное академическое собрание сочинений и писем: В 23 томах. Т. 1. М.: ИМЛИ, 2001; 2-е изд.: М,: Наука, 2004 (отв. ред, автор ряда разделов комментария);
- Н. В. Гоголь. Полное академическое собрание сочинений и писем: В 23 томах. Т. Т. 7. Кн. 2. М.: Наука, 2013 (автор ряда разделов комментария);
- Александр I, Мария Павловна, Елизавета Алексеевна: Переписка из трех углов (1804—1826). Извлечения из семейной переписки великой княгини Марии Павловны. Дневник [Марии Павловны] 1805—1808 годов. М.: НЛО, 2017 (подготовка текстов, перевод с франц. , вступительная статья);
- Transferts culturels en Sibérie. De l’Alyai à la Iakoutie / Sous la direction de Pavel Alexeiev, Ekaterina Dmitreva, Michel Espagne. Paris: Éditions Demopolis, 2018. Р. 411—436. — ISBN 978-2-35457-144-3
- Мишель Эспань. История цивилизаций как культурный трансфер = L’histoire de l’art comme transfert culturel. / Пер. с французского; под общей редакцией Е.Е. Дмитриевой; вступ. статья Е.Е. Дмитриевой. — М.: Новое литературное обозрение, 2018. — 816 с. (Серия «Интеллектуальная история»)

### Научные проекты
- Рукопись сквозь века (рукопись как культурный феномен на различных этапах литературного развития). Материалы русско-французского коллоквиума. Москва-Париж-Псков, 1994 (отв. ред.).
- Philologiques IV. Transferts culturels triangulaires. France-Allemagne — Russie. Sous la direction de Katia Dmitrieva et Michel Espagne. Paris, éd. de la Maison des Sciences de l’Homme, 1996.
- Генетическая критика во Франции. Антология / Под ред. Т. В. Балашовой, Е. Е. Дмитриевой, А. Д. Михайлова, Даниэля Феррера. М.: ОГИ, 1999.
- Литературный пантеон: национальный и зарубежный / Под ред. Екатерианы Дмитриевой и Мишеля Эспаня М.: Наследие, 1999.
- Проблемы текстологии и эдиционной практики: Опыт французских и российских исследователей. Материалы круглого стола (22 марта 2002 г., Институт мировой литературы РАН, Франко-российский центр общественных и гуманитарных наук, Французский университетский колледж в Москве). / Под ред. Екатерины Дмитриевой и Мишеля Делона. М.: ОГИ, 2003.
- Искусство versus литература. Франция — Россия — Германия на рубеже XIX—XX веков. Материалы русско-французского коллоквиума М.: ОГИ, 2006 (отв. ред.).
- Европейский контекст русского формализма (к проблеме эстетических пересечений: Франция, Германия, Италия, Россия). Коллективная монография по материалам русско-французского коллоквиума. М.: ИМЛИ, 2009 (отв. ред.)
- Европейские судьбы концепта культуры (Россия, Германия, Франция, англоязычный мир) / Материалы русско-французского коллоквиума 11-12 октября 2007 года / под ред. Екатерины Дмитриевой, Валерия Земскова, Сергея Серебряного, Мишеля Эспаня. М.: ИМЛИ РАН, 2011.
- Deutschsprachige Literatur im Westeuropäischen und slavischen Barock. Нrsg. von Ekaterina Dmitrieva, Dirk Kemper, Juri Lileev. Wilhelm Fink, Műnchen, 2012.
- Сравнительно о сравнительном литературоведении: транснациональная история компаративизма / под ред. Екатерины Дмитриевой и Мишеля Эспаня. М.: ИМЛИ, 2014.

### Переводы
- Валер Новарина. Сад признания. Эссе: Луи де Фюнесу. Вхождение в слуховой театр (пер. с франц.). М.: ОГИ, 2001.
- Жюльен Грак. Замок Арголь (пер. с франц.). М.: ОГИ, 2005.
- Антуан Володин. Малые ангелы. М.: ОГИ, 2008.
- Мишель Делон. Искусство жить либертена. Французская либертинская проза XVIII века(Кребийон-сын, Жан-Франсуа Бастид, Виван Денон, Оноре Мирабо, принц де Линь и др.). (пер. с франц.) М.: НЛО, 2013.
- Андреас Грифиус. Absurda comica, или Господин Петер Сквенц: Ругательная комедия // Die Frau mit Eigenschaften: к юбилею Н. С. Павловой. М.: РГГУ, 2015. С. 445—490.
- Эспань М. История цивилизаций как культурный трансфер / Мишель Эспань; пер. с французского; под общей редакцией Е.Е. Дмитриевой; вступ. статья Е.Е. Дмитриевой. — М.: Новое литературное обозрение, 2018. — 816 с. (Серия «Интеллектуальная история») ISBN 978-5-4448-0748-4